# С-360
С-360 — советская средняя дизель-электрическая подводная лодка проекта 613 (Whiskey по классификации НАТО). В 1959 году совершила первый поход на полную автономность в Средиземном море под командованием капитана 2 ранга Валентина Степановича Козлова. Во время этого похода провела учебную атаку на группу кораблей ВМС США, на одном из которых находился президент США Дуайт Эйзенхауэр.

## История
Подводная лодка С-360 была заложена 17 марта 1955 года на Балтийском заводе имени Серго Орджоникидзе в городе Ленинграде, заводской номер 154. 29 апреля 1956 года спущена на воду. 30 сентября 1956 года вступила в строй. 6 октября 1956 года включена в состав КБФ.
С 4 по 24 августа 1958 года в составе 4 ПЛ проекта 613 («С-241» (к-3р. В.Гребенщиков), «С-242» (к-3р. Ю.Емельянов), «С-358» (к-3р. И.Комаров)) и плавбазы «Владимир Немчинов» совершила переход, под общим командованием капитана 1 ранга В. Кастромова, из Балтийского моря в Адриатическое в залив Влёра в Албании с базированием в бухте Пашилиман (Паша-Лиман). Согласно директиве начальника штаба Черноморского Флота от 27 октября 1958 года, подводные лодки в этой бухте были определены в 40 отдельную бригаду ПЛ (командир бригады — к-1р. Сергей Григорьевич Егоров), оперативно подчиненную командующему ЧФ.
Под предлогом подготовки моряков-подводников ВМС Албании, выполняла задачу по наблюдению и контролю за деятельностью 6-го флота США и ВМС НАТО в Средиземном море. В целях маскировки на всех ПЛ советские флаги были заменены на албанские.
С ноября по декабрь 1959 года совершила 30-суточный поход на полную автономность в район Гибралтара, под командованием капитана 2 ранга Козлова В. С.. В ходе похода была обнаружена группа кораблей ВМС США во главе с тяжёлым крейсером «Де Мойн» (как выяснилось позже, на нём в это время находился президент США Дуайт Эйзенхауэр).
Подводная лодка провела учебную атаку на американские корабли, после чего её перископ был замечен одним из кораблей охранения, и лодка подверглась трёхдневному преследованию со стороны кораблей противолодочной обороны ВМС США. Благодаря умелым действиям всего экипажа, подводной лодке удалось уйти от преследователей и благополучно завершить своё плавание.
За нарушения скрытности плавания и связи во время похода командира ПЛ С-360 Козлова В. С. хотели снять с должности. Но Генеральный секретарь ЦК КПСС Никита Сергеевич Хрущёв, узнав о произошедшем, был доволен тем, что советской подводной лодке удалось незаметно приблизится к кораблю с президентом США на борту, и приказал поощрить подводников.
В мае 1961 года, в связи с разрывом дипломатических отношений с Албанией, ПЛ С-360 по приказу командования ВМФ СССР была передана ВМС Албании в составе 4 ДПЛ проекта 613. 
19 июня 1961 года подводная лодка «С-360» была исключена из состава флота СССР.
Приблизительно до 1991 года находилась в составе ВМС Албании. После вывода из состава флота находилась на отстое у пирса на базе Паша-Лиман.

## Командиры
- Козлов В. С. (1956—1960)
- Хлопунов В. (1960—1961)